# Midsund
Midsund – norweskie miasto i gmina leżąca w regionie Møre og Romsdal.
Midsund jest 391. norweską gminą pod względem powierzchni.

## Demografia
Według danych z roku 2005 gminę zamieszkuje 1939 osób. Gęstość zaludnienia wynosi 20,56 os./km². Pod względem zaludnienia Midsund zajmuje 339. miejsce wśród norweskich gmin.
| ludność stan na 1 stycznia 2005 |         |           |       |
|                                 | kobiety | mężczyźni | razem |
| osób                            | 976     | 963       | 1939  |
| %                               | 50,34%  | 49,66%    | 100%  |

| wykształcenie stan na 1 października 2004 |        |         |        |        |
|                                           | podst. | średnie | wyższe | niezn. |
| osób                                      | 447    | 873     | 171    | 45     |
| %                                         | 29,1%  | 56,84%  | 11,13% | 2,93%  |

## Edukacja
Według danych z 1 października 2004:
- liczba szkół podstawowych (norw. grunnskolar): 3
- liczba uczniów szkół podst.: 253

## Władze gminy
Według danych na rok 2011 administratorem gminy (norw. rådmann) jest Ann Heidi Paulsen Orvik, natomiast burmistrzem (norw. ordfører, d. borgermester) jest Helge Orten.